# Samuel Bell Maxey
Samuel Bell Maxey (30 mars 1825 – 16 août 1895) est un soldat et homme politique américain. Officier dans la Confederate States Army durant la guerre de Sécession, il est ensuite élu sénateur pour le Texas au Sénat des États-Unis.

## Biographie
Samuel Bell Maxey est né le 30 mars 1825 à Tompkinsville dans le Kentucky. Diplômé de l'académie militaire de West Point en 1846, il participe à la guerre américano-mexicaine puis quitte l'armée en 1849 pour étudier le droit. 
Durant la guerre de Sécession, il sert en tant que brigadier général dans la Confederate States Army et participe notamment à la campagne de Vicksburg. Le 27 décembre 1863, il est nommé commandant du Territoire indien puis en mai 1865, découragé par les désertions au sein de sa division, il demande à être relevé de son commandement.
En 1874, il est élu sénateur pour le Texas au Sénat des États-Unis et sert durant deux mandats.
Il meurt le 16 août 1895 à Paris, Texas à l'âge de 70 ans.